# Thomas Dorsch
Thomas Dorsch (* 1968 in Hannover) ist ein deutscher Komponist, Arrangeur und Dirigent.

## Leben und Wirken
Dorsch studierte ab 1986 Schulmusik und Komposition bei Reinhard Febel sowie Orchesterleitung bei Lutz Köhler in Hannover und Detmold. Er besuchte Meisterkurse bei Jorma Panula, Esa-Pekka Salonen und Neeme Jarvi. Stipendien erhielt er vom Niedersächsischen Ministerium für Wissenschaft und Kultur und der Frankfurter Allgemeinen Zeitung.
1996 begann er als Chordirektor und 1. Kapellmeister am Theater für Niedersachsen in Hildesheim. Weitere Stationen waren die Wuppertaler Bühnen (Chordirektion, 2004–2006), das Staatstheater Mainz (1. Kapellmeister, 2005–2010), das Oldenburgische Staatstheater (kommissarischer Generalmusikdirektor, 2009–2013) und das Theater Lüneburg (Generalmusikdirektor, seit 2013).
Dorsch produzierte mit der Radio-Philharmonie Hannover und dem Oldenburgischen Staatsorchester mehrere CD-Aufnahmen für das Label cpo (Orchesterwerke von Felix Woyrsch), sowie Mitschnitte für den Bayerischen Rundfunk und Radioproduktionen für den Norddeutschen Rundfunk.
Als Lehrer für Dirigieren, Ensembleleitung und Musiktheorie war Dorsch an der Musikhochschule Hannover (1993–2000), der Universität Hildesheim und der Carl von Ossietzky Universität Oldenburg, dem Conservatorium Maastricht (2013–2016) und der Leuphana Universität Lüneburg tätig.
Als Komponist und Arrangeur arbeitet er für Schott Music, Edition Peters und Boosey & Hawkes. Er hat unter anderem die Neuausgabe von Richard Strauss’ Der Rosenkavalier in einer reduzierten Orchesterbesetzung, sowie die Suite für Orchester Die tote Stadt von Erich Wolfgang Korngold, Tod und Verklärung von Richard Strauss und Barbe-Bleue von Jacques Offenbach bearbeitet. Dorsch erhielt Kompositions- und Arrangementaufträge zum Beispiel vom Orchestre Philharmonique du Luxembourg, den Nürnberger Symphonikern, dem Theater Hagen, dem Impuls-Festival Sachsen-Anhalt, von Kampnagel Hamburg, HAU Berlin und vom Theater Krefeld-Mönchengladbach. Seine Werke werden durch den Musikverlag Peekaboo verlegt.